# Cerendżawyn Enchdżargal
Cerendżawyn Enchdżargal (mong. Цэрэнжавын Энхжаргал, ur. 26 października 1984) – mongolski piłkarz występujący na pozycji napastnika, 21-krotny reprezentant Mongolii, grający w reprezentacji od 2000 roku.

## Kariera klubowa
Cerendżawyn Enchdżargal rozpoczął karierę klubową w 2003 roku w mongolskim klubie Mon-Uran Ułan Bator, w którym grał przez dwa sezony. Następnie przeniósł się do innego klubu z Ułan Bator, tj. Chamgaalagcz Ułan Bator, w którym grał przez sześć lat. Od 2011 roku gra w klubie Erczim.

## Kariera reprezentacyjna
Cerendżawyn Enchdżargal gra w reprezentacji od 2000 roku; rozegrał w reprezentacji 21 oficjalnych spotkań, w których nie strzelił żadnego gola.